# Liberia ai Giochi della XVII Olimpiade
La Liberia partecipò ai Giochi della XVII Olimpiade che si sono svolti a Roma dal 25 agosto all'11 settembre 1960, con una delegazione di 4 atleti impegnati in una sola disciplina: atletica leggera.
Fu la seconda partecipazione di questo paese ai Giochi olimpici. Non furono conquistate medaglie.